# Johann Böhm (Politiker, 1937)

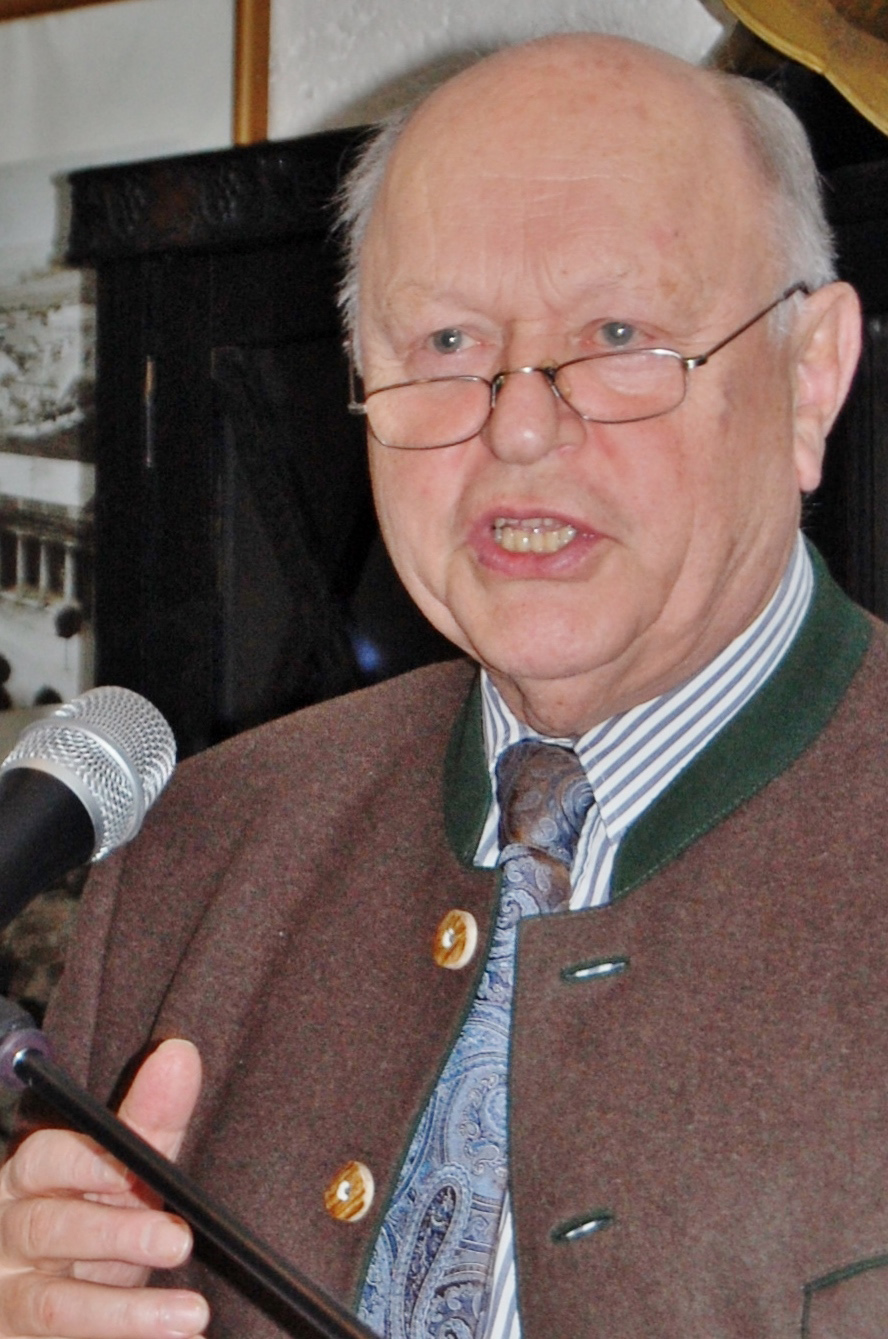
Johann Böhm (2015)

Johann Böhm (* 18. Oktober 1937 in Dasnice, Tschechoslowakei) ist ein deutscher Politiker der CSU. Er war von 1974 bis 2003 Mitglied des Bayerischen Landtags und von 1994 bis 2003 Landtagspräsident. 

## Leben
Nach dem Volksschulbesuch in Daßnitz und Wülfershausen bei Arnstein besuchte er von 1949 bis 1958 das Wirsberg-Gymnasium in Würzburg und leistete dann den einjährigen Grundwehrdienst bei der Bundeswehr ab. Er studierte von 1959 bis 1963 Rechts- und Staatswissenschaften an der Universität Würzburg. Daran schloss sich von 1963 bis 1967 eine praktische Ausbildung als Referendar in Würzburg und München. Nach der Großen juristischen Staatsprüfung trat er bei der Regierung von Unterfranken in den Staatsdienst ein. Von 1969 bis 1973 war er als juristischer Staatsbeamter am Landratsamt in Bad Neustadt tätig. Im August 1973 wechselte er wieder zur Regierung von Unterfranken. Neben der beruflichen Tätigkeit engagierte er sich ehrenamtlich in der Jugendarbeit und bekleidete dort das Amt des Vorsitzenden des Kreisjugendrings Rhön-Grabfeld. Außerdem war er Mitglied in der Vorstandschaft des Bezirksjugendrings Unterfranken.
Böhm war ab Mai 1978 Mitglied im Kreistag des Landkreises Rhön-Grabfeld. Er wurde 1974 erstmals in den Bayerischen Landtag gewählt und war von Oktober 1994 bis zu seinem Ausscheiden aus dem Landtag im Oktober 2003 Präsident des Bayerischen Landtages. Von Oktober 1990 bis Juni 1993 war er Staatssekretär und Leiter der Bayerischen Staatskanzlei unter Ministerpräsident Max Streibl. Von Juni 1993 bis Oktober 1994 war er Staatssekretär im Bayerischen Staatsministerium für Bundes- und Europaangelegenheiten und Bevollmächtigter Bayerns beim Bund.
Böhm war von März 2000 bis Februar 2008 Sprecher der Sudetendeutschen Volksgruppe und ist seit 2007 Vorstandsvorsitzender der Sudetendeutschen Stiftung. Von April 1999 bis Juli 2020 war er ehrenamtlicher Vorsitzender des Bayerischen Landesvereins für Heimatpflege, im August 2021 wurde er zum Ehrenvorsitzenden ernannt.
Er ist römisch-katholisch, verheiratet und hat drei Kinder. Seit 1999 ist er Ehrenmitglied der katholischen Studentenverbindung KDStV Markomannia Würzburg im CV. Zudem ist er Beirat im Bayernbund.

## Auszeichnungen (Auswahl)
- 1987: Bayerische Staatsmedaille für soziale Verdienste
- 1988: Bundesverdienstkreuz am Bande
- 2002: Großes Silbernes Ehrenzeichen am Bande für Verdienste um die Republik Österreich[3]
- 2004: Großes Bundesverdienstkreuz mit Stern
- 2009: Nordgaupreis des Oberpfälzer Kulturbundes in der Kategorie „Nordgauförderung“